# Беднарек, Ян
Ян Кацпер Беднарек (пол. Jan Kacper Bednarek; род. 12 апреля 1996, Слупца, Великопольское воеводство) — польский футболист, защитник клуба «Саутгемптон» и сборной Польши. Участник двух чемпионатов мира (2018 и 2022) и двух чемпионатов Европы (2020 и 2024).
Старший брат Яна — Филип, также профессиональный футболист.

## Клубная карьера

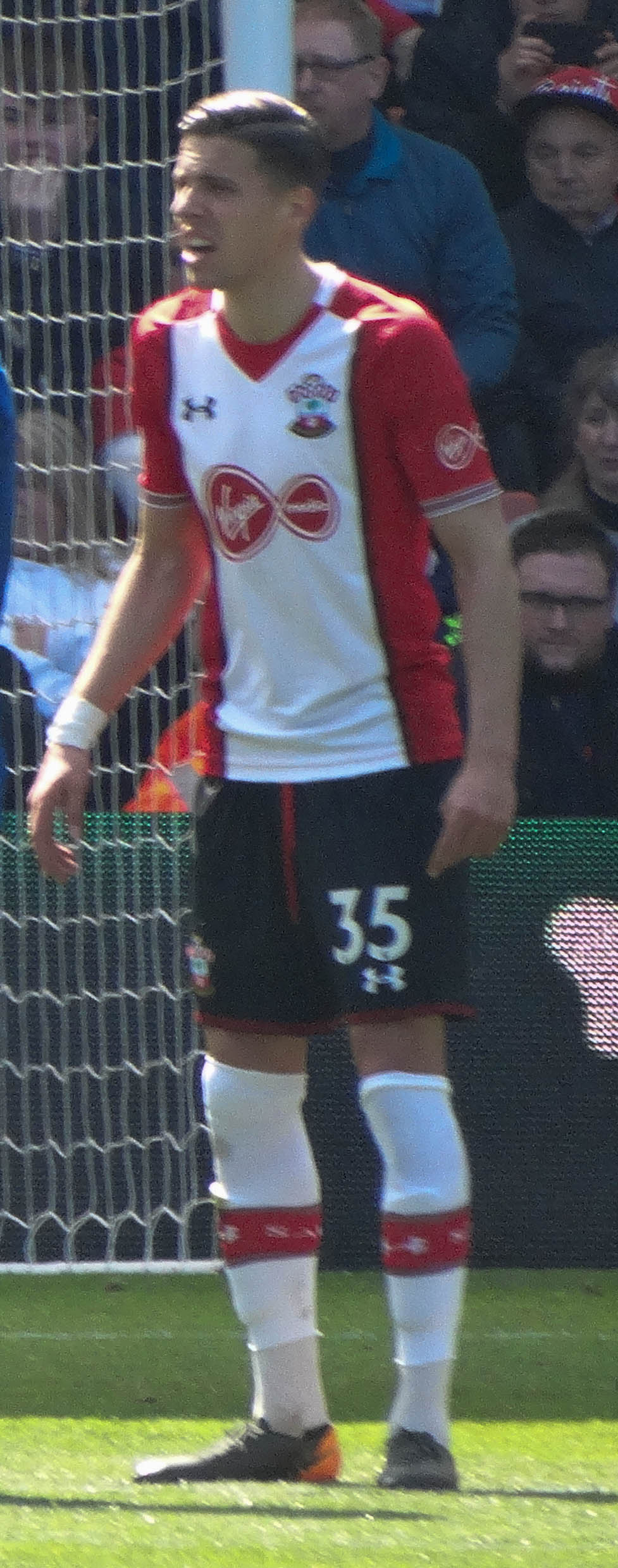
Беднарек в составе «Саутгемптона»

Беднарек — воспитанник клуба «Лех». В 2013 году в матче против «Пяста» он дебютировал в польской Экстраклассе. В 2015 году Ян помог клубу выиграть чемпионат. Летом того же года для получения игровой практики Беднарек на правах аренды перешёл в «Гурник» из Ленчна. 29 августа в матче против «Пяста» он дебютировал за новый клуб. По окончании аренды Ян вернулся в «Лех». 12 августа 2016 года в поединке против «Краковии» он забил свой первый гол за родной клуб.
1 июля 2017 года Беднарек присоединился к английский «Саутгемптон» по пятилетнему контракту с комиссией за перевод в размере 5 миллионов фунтов стерлингов. Он дебютировал в Премьер-лиге 14 апреля 2018 года против «Челси» и забил гол при поражении со счетом 3:2.
2 февраля 2021 года Беднерак забил автогол, пропустил пенальти и получил красную карточку после фола на Энтони Марсьяле в поражении от «Манчестер Юнайтед» со счетом 9:0. Несмотря на это, красная карточка вызвала споры, и тренер «Манчестер Юнайтед» Оле Гуннар Сульшер посчитал, что Беднарека не следовало удалять. Красная карточка Беднарека была впоследствии отменена после подачи апелляции.
1 сентября 2022 года на правах аренды на сезон присоединился к «Астон Вилле». 2 октября в матче против «Лидс Юнайтед» дебютировал за новый клуб, выйдя на замену в перерыве.

## Международная карьера
В 2017 году в составе молодёжной сборной Польши Беднарек принял участие в домашнем молодёжном чемпионате Европы. На турнире он сыграл в матчах против команд Словакии, Швеции и Англии.
4 сентября в отборочном матче чемпионата мира 2018 против сборной Казахстана он дебютировал за сборную Польши.
В 2018 году Беднарек принял участие в чемпионате мира в России. На турнире он сыграл в матчах против команд Сенегала, Колумбии и Японии. В поединке против японцев Ян забил свой первый гол за национальную команду.

### Голы за сборную Польши
| # | Дата         | Место                              | Противник | Счёт | Результат | Соревнование        |
| - | ------------ | ---------------------------------- | --------- | ---- | --------- | ------------------- |
| 1 | 28 июня 2018 | Волгоград Арена, Волгоград, Россия | Япония    | 0:1  | 0:1       | Чемпионат мира 2018 |

## Достижение
Командные
«Лех»
- Чемпионат Польши по футболу: 2014/15